# Aderus banghaasi
Aderus banghaasi is een keversoort uit de familie schijnsnoerhalskevers (Aderidae). De wetenschappelijke naam van de soort werd in 1935 gepubliceerd door Maurice Pic.